# Autonomer Kreis der Jamal-Nenzen
Koordinaten: 67° 54′ N, 75° 30′ O
Der Autonome Kreis der Jamal-Nenzen (russisch Ямало-Ненецкий автономный округ/Jamalo-Nenezki awtonomny okrug; nenzisch Ямалы-Ненёцие автономной ӈокрук/Jamaly-Nenjozije awtonomnoi njokruk) ist eine Verwaltungseinheit im Norden Russlands. Er ist ein Autonomer Kreis innerhalb der Oblast Tjumen und ein Föderationssubjekt der Russischen Föderation.

## Geographie
Der Autonome Kreis liegt im Norden des Westsibirischen Tieflandes an der Karasee, einem Nebenmeer des Arktischen Ozeans. Der Ob durchfließt den Autonomen Kreis und mündet in einem gewaltigen Ästuar, dem Obbusen. Dadurch werden die Jamal-Halbinsel und die Gydan-Halbinsel gebildet. Weitere bedeutende Flüsse sind Tas und Pur.

## Bevölkerung
Wie viele Regionen Nordrusslands ist der Autonome Kreis der Jamal-Nenzen äußerst dünn besiedelt. Die indigene Bevölkerung macht nur 9 Prozent aus und besteht neben der Titularnation der Nenzen, einem samojedischen Volk, aus Chanten, Komi und Selkupen, die teilweise ihre traditionelle Lebensweise und Kultur bis heute bewahrt haben. Die Russen stellen die Bevölkerungsmehrheit in diesem Verwaltungsbezirk. Wegen der gewaltigen Erdgas- und Erdölvorkommen sind seit 1970 Hunderttausende Menschen zugewandert. Während nach dem Ende der Sowjetunion zahlreiche Ukrainer, Weißrussen und Moldawier in ihre Heimat zurückkehrten, sind aus Aserbaidschan und allen Teilen Russlands weiterhin zahlreiche Personen zugewandert. Im Jahr 2010 wurden zudem 4466 (=0,85 %) Kumyken und 3479 (=0,67 %) Nogaier gezählt.
| Nenzen | 13.454 | 29,3 % | 13.977 | 22,4 % | 17.538 | 21,9 % | 17.404  | 11,0 % | 20.917  | 4,2 %  | 26.435  | 5,2 %  | 29.772  | 5,7 %  |
| Russen | 19.308 | 42,1 % | 27.789 | 44,6 % | 37.518 | 46,9 % | 93.750  | 59,0 % | 292.808 | 59,2 % | 298.359 | 58,8 % | 312.019 | 59,7 % |
| Ukrainer | 395    | 0,9 %  | 1.921  | 3,1 %  | 3.026  | 3,8 %  | 15.721  | 9,9 %  | 85.022  | 17,2 % | 66.080  | 13,0 % | 48.985  | 9,4 %  |
| Tataren | 1.636  | 3,6 %  | 3.952  | 6,3 %  | 4.653  | 5,8 %  | 8.556   | 5,4 %  | 26.431  | 5,3 %  | 27.734  | 5,5 %  | 28.509  | 5,5 %  |
| Chanten | 5.367  | 11,7 % | 5.519  | 8,9 %  | 6.513  | 8,1 %  | 6.466   | 4,1 %  | 7.247   | 1,5 %  | 8.760   | 1,7 %  | 9.489   | 1,8 %  |
| Aserbaidschaner | 0      | 0,0 %  | 0      | 0,0 %  | 28     | 0,0 %  | 308     | 0,2 %  | 3.418   | 0,7 %  | 8.353   | 1,6 %  | 9.291   | 1,8 %  |
| Baschkiren | 5      | 0,0 %  | 25     | 0,0 %  | 113    | 0,1 %  | 871     | 0,5 %  | 6.830   | 1,4 %  | 7.933   | 1,6 %  | 8.297   | 1,6 %  |
| Weißrussen | 74     | 0,2 %  | 388    | 0,6 %  | 808    | 1,0 %  | 2.121   | 1,3 %  | 12.609  | 2,5 %  | 8.989   | 1,8 %  | 6.480   | 1,2 %  |
| Komi | 4.722  | 10,3 % | 4.866  | 7,8 %  | 5.445  | 6,8 %  | 5.642   | 3,6 %  | 5.746   | 1,2 %  | 6.177   | 1,2 %  | 5.141   | 1,0 %  |
| Moldawier | 1      | 0,0 %  | 211    | 0,3 %  | 191    | 0,2 %  | 537     | 0,3 %  | 5.570   | 1,1 %  | 5.400   | 1,1 %  | 4.712   | 0,9 %  |
| Tschuwaschen | 43     | 0,1 %  | 233    | 0,4 %  | 255    | 0,3 %  | 875     | 0,6 %  | 3.657   | 0,7 %  | 3.730   | 0,7 %  | 3.471   | 0,7 %  |
| Selkupen | 87 2   | 0,2 %  | 1245   | 2,0 %  | 1.710  | 2,1 %  | 1.611   | 1,0 %  | 1.530   | 0,3 %  | 1.797   | 0,4 %  | 1.988   | 0,4 %  |
| Russlanddeutsche | 101    | 0,2 %  | 957    | 1,5 %  | 679    | 0,8 %  | 1.026   | 0,6 %  | 3.188   | 0,6 %  | 2.584   | 0,5 %  | 1.847   | 0,4 %  |
| Andere | 647    | 1,4 %  | 1.251  | 2,0 %  | 1.500  | 1,9 %  | 3.956   | 2,5 %  | 19.871  | 4,0 %  | 34.675  | 6,8 %  | 52.903  | 10,1 % |
| Einwohner | 45.840 | 100 %  | 62.334 | 100 %  | 79.977 | 100 %  | 158.844 | 100 %  | 494.844 | 100 %  | 507.006 | 100 %  | 522.904 | 100 %  |
| 1 17.517 Personen konnten keiner Volksgruppe zugeteilt werden. Diese Leute verteilen sich vermutlich anteilmässig gleich wie die ethnisch zugeschiedenen Einwohner.2 wahrscheinlich nicht alle unter ihrer Nationalität aufgelistet. |        |        |        |        |        |        |         |        |         |        |         |        |         |        |

## Geschichte
Um 3000 v. Chr. entstanden die ersten Siedlungen an Ob und Tas, und erst etwa 1000 Jahre später wanderten die südsibirischen Samojeden in das Gebiet ein und vermischten sich mit den bereits ansässigen Völkern zum neuen Volk der Nenzen. Erste Beziehungen zu den Fürstentümern im Westen bestanden eventuell bereits im 13. Jahrhundert, ab 1500 jedoch drangen russische Händler auch ins Landesinnere vor. 1595 wurde der heutige Hauptort Salechard als Obdorsk von Kosaken gegründet.
Der Nationale Kreis der Jamal-Nenzen (nenzisch „Ende des Landes“) wurde am 10. Dezember 1930 im Bestand der Oblast Ural gegründet. Nach deren Auflösung zum 17. Januar 1934 wurde der Nationale Kreis der Oblast Ob-Irtysch unterstellt, die am 7. Dezember 1934 in der Oblast Omsk aufging. Seit dem 14. August 1944 ist der Nationale Kreis der Oblast Tjumen unterstellt. Durch die sowjetische Verfassung von 1977 wurde die Bezeichnung aller Nationalen Kreise in Autonomer Kreis geändert.

## Politik
| Name             | Amtszeit               |
| ---------------- | ---------------------- |
| Lew Bajandin     | 1991–1994              |
| Juri Nejolow     | 1994–2010              |
| Dmitri Kobylkin  | 2010–2018              |
| Dmitri Artjuchow | seit 9. September 2018 |

## Wirtschaft
Wichtigster Wirtschaftszweig ist die Erdgas- und Erdölförderung. So dominiert im Gebiet von Nojabrsk der Ölkonzern Gazprom Neft, der früher dem Oligarchen Roman Abramowitsch gehörte. Auf der Halbinsel Jamal befinden sich einige der größten Erdgasvorkommen der Erde, insgesamt lagern in der Region 90 % der Gasvorräte und 12 % der verfügbaren Ölkondensatreserven Russlands. Diese werden seit wenigen Jahren durch den Staatskonzern Gazprom ausgebeutet.
Die traditionellen Wirtschaftszweige der indigenen Bevölkerung sind Rentierhaltung, Jagd und Fischfang. Diese sind durch die Folgen der Öl- und Gasförderung schwer in Mitleidenschaft gezogen, da die Gas- und Ölindustrie große Territorien in Beschlag nimmt und Weidegebiete im großen Stil zerstört oder zerschneidet. Knapp 70 Prozent der Ölkatastrophen in Russland werden in den autonomen Bezirken Chanty-Mansijsk und Jamal-Nenzen verzeichnet, wo ungefähr 60 Prozent des russischen Erdöls gefördert werden (siehe auch: Ölpest in Westsibirien). Die intakteren Gebiete sind deshalb oft überweidet; rund 700.000 Rentiere werden im Gebiet gehalten, welches gleichzeitig von einer Verarmung der Tundrenvegetation geprägt ist: Nach Aussage von Forschern hatten sich bis ins Jahr 2018 „sechs Prozent der Tundra buchstäblich in Wüste verwandelt“.
Heute ist der Kreis mit seiner Öl- und Gasförderung einer der nördlichsten Industriegebiete Russlands. Er verfügt über kulturelle und touristische Ressourcen, die sich auf eine teils unberührte Landschaft und das reiche kulturelle Erbe der indigenen Völkerschaften gründen.

## Verwaltungsgliederung

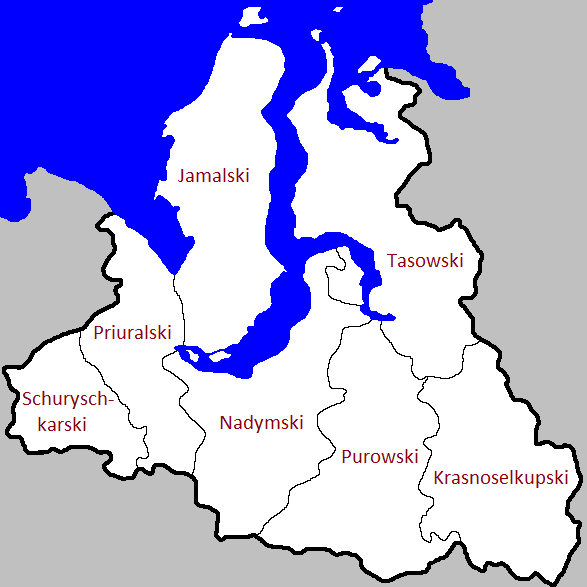
Gliederung in Rajons

Der Autonome Kreis der Jamal-Nenzen gliedert sich in sieben Rajons und sechs Stadtkreise. Den Rajons sind insgesamt 6 Stadt- und 36 Landgemeinden (entsprechen gorodskoje posselenije und selskoje posselenije) unterstellt. Die Stadtgemeinden umfassen jeweils nur die namensgebende Ortschaft, die Landgemeinden insgesamt 71 Orte (Stand: 2015). Daneben gibt es in den Rajons Jamalski, Nadymski, Purowski und Tasowki zusammen acht Ortschaften auf gemeindefreiem Gebiet (meschselennaja territorija), darunter als größte Tibei-Sale im Tasowski und Jamburg im Nadymski rajon.

### Stadtkreise
| [ A 1 ] | Stadtkreis   | Einwohner | Fläche (km²) | Bevölkerungs- dichte (Ew./km²) | Stadt- bevölkerung | Land- bevölkerung | Anzahl städtischer Siedlungen | Anzahl ländlicher Siedlungen |
| ------- | ------------ | --------- | ------------ | ------------------------------ | ------------------ | ----------------- | ----------------------------- | ---------------------------- |
| I       | Gubkinski    | 23.499    | 710          | 33                             | 23.499             | –                 | 1                             | –                            |
| II      | Labytnangi   | 26.991    | 171          | 158                            | 26.991             | –                 | 1                             | –                            |
| III     | Murawlenko   | 37.307    | 91           | 410                            | 37.307             | –                 | 1                             | –                            |
| V       | Nojabrsk     | 110.960   | 1093         | 102                            | 110.960            | –                 | 1                             | –                            |
| IV      | Nowy Urengoi | 119.624   | 342          | 350                            | 119.624            | –                 | 1                             | –                            |
| VI      | Salechard    | 43.546    | 19           | 2292                           | 43.414             | 132               | 1                             | 1                            |

### Rajons
| [ A 1 ] | Rajon           | Einwohner | Fläche (km²) | Bevölkerungs- dichte (Ew./km²) | Stadt- bevölkerung | Land- bevölkerung | Verwaltungssitz | Weitere Orte        | Anzahl Stadt- gemeinden | Anzahl Land- gemeinden |
| ------- | --------------- | --------- | ------------ | ------------------------------ | ------------------ | ----------------- | --------------- | ------------------- | ----------------------- | ---------------------- |
| 7       | Jamalski        | 16.640    | 117.400      | 0,14                           | –                  | 16.640            | Jar-Sale        |                     | –                       | 6                      |
| 1       | Krasnoselkupski | 6.303     | 106.300      | 0,06                           | –                  | 6.303             | Krasnoselkup    |                     | –                       | 3                      |
| 2       | Nadymski        | 68.320    | 104.200      | 0,66                           | 59.052             | 9.268             | Nadym           | Pangody, Sapoljarny | 3                       | 6                      |
| 3       | Priuralski      | 15.894    | 64.200       | 0,25                           | 6.950              | 8.944             | Aksarka         | Charp               | 1                       | 3                      |
| 4       | Purowski        | 49.827    | 106.000      | 0,47                           | 29.546             | 20.281            | Tarko-Sale      | Urengoi             | 2                       | 6                      |
| 6       | Schuryschkarski | 10.017    | 54.000       | 0,19                           | –                  | 10.017            | Muschi          |                     | –                       | 7                      |
| 5       | Tasowski        | 17.598    | 137.400      | 0,13                           | 6.792              | 10.806            | Tasowski        |                     | –                       | 5                      |

Anmerkungen:
1. 1 2  Nummer des Rajons/Stadtkreises (in alphabetischer Reihenfolge der Namen im Russischen)
2. ↑  Siedlungen städtischen Typs bzw. Stadtgemeinden

## Städte und städtische Siedlungen
Im Autonomen Kreis der Jamal-Nenzen gibt es acht Städte (Name fett dargestellt) und vier Siedlungen städtischen Typs (SsT, Stand 2019). Sechs Städte besaßen vor Erlangung der Stadtrechte den Status einer Siedlung städtischen Typs:
| Name         | Russischer Name | Rajon/Stadtkreis          | Einwohner (14. Oktober 2010) | SsT seit | Stadtrechte seit |
| ------------ | --------------- | ------------------------- | ---------------------------- | -------- | ---------------- |
| Charp        | Харп            | Priuralski                | 6.413                        | 198x     | –                |
| Gubkinski    | Губкинский      | Gubkinski (Stadtkreis)    | 23.335                       | 1986     | 1996             |
| Labytnangi   | Лабытнанги      | Labytnangi (Stadtkreis)   | 26.936                       | 1952     | 1975             |
| Murawlenko   | Муравленко      | Murawlenko (Stadtkreis)   | 33.391                       | 1984     | 1990             |
| Nadym        | Надым           | Nadymski                  | 46.611                       | –        | 1972             |
| Nojabrsk     | Ноябрьск        | Nojabrsk (Stadtkreis)     | 110.620                      | 1979     | 1982             |
| Nowy Urengoi | Новый Уренгой   | Nowy Urengoi (Stadtkreis) | 104.107                      | –        | 1980             |
| Pangody      | Пангоды         | Nadymski                  | 10.805                       | 1979     | –                |
| Salechard    | Салехард        | Salechard (Stadtkreis)    | 42.544                       | 1933     | 1938             |
| Sapoljarny   | Заполярный      | Nadymski                  | 1.024                        | 1998     | –                |
| Tarko-Sale   | Тарко-Сале      | Purowski                  | 20.398                       | 1976     | 2004             |
| Urengoi      | Уренгой         | Purowski                  | 10.066                       | 1979     | –                |

Ehemalige Siedlungen städtischen Typs auf dem Territorium des Autonomen Kreises sind:
- Tasowski, Verwaltungssitz des Rajons Tasowski, Siedlung städtischen Typs seit 1964, seit 2012 wieder ländliche Siedlung (possjolok)
- Korottschajewo und Limbjajacha (seit 1982 beziehungsweise 1988), eingemeindet nach Nowy Urengoi 2004
- Stary Nadym (seit 1979), eingemeindet nach Nadym 2004